# Turadî, Jîdaciv
Turadî (în ucraineană Туради) este un sat în comuna Vilhivți din raionul Jîdaciv, regiunea Liov, Ucraina.

## Demografie
Componența lingvistică a localității Turadî
     Ucraineană (99,64%)
     Alte limbi (0,36%)
Conform recensământului din 2001, majoritatea populației localității Turadî era vorbitoare de ucraineană (99,64%), existând în minoritate și vorbitori de alte limbi.